# Eva Chiavon
Eva Chiavon, née le 16 décembre 1960 à Chapecó, est une médecin et femme politique brésilienne, chef de cabinet de mars à mai 2016.